# Sankai Juku

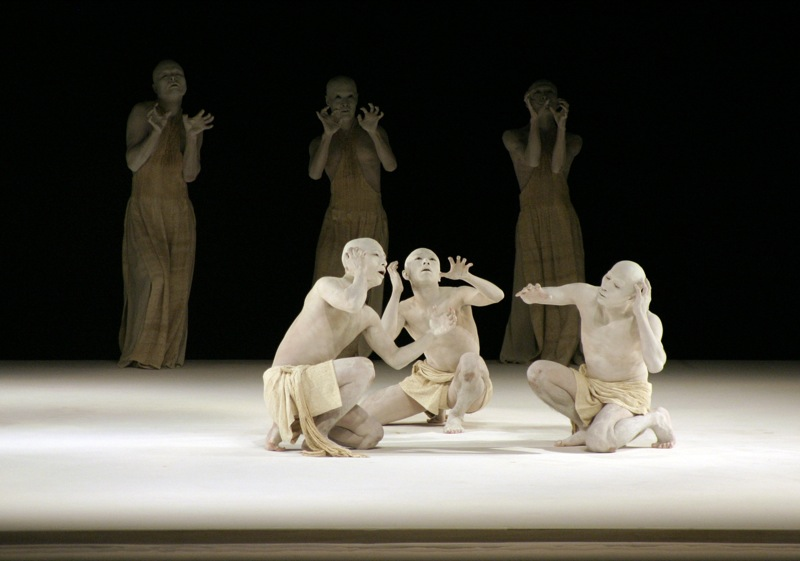
La compagnie Sankai Juku lors du spectacle Toki en 2006

Sankai Juku (山海塾, également transcrit Sankaï Juku) est une compagnie de danse contemporaine japonaise fondée en 1975 par le danseur et chorégraphe Ushio Amagatsu. Troupe exclusivement masculine, elle présente des spectacles principalement écrits dans le genre du théâtre butō, bien qu'il se soit éloigné du butō première manière. Le butō est né au Japon, après la Seconde Guerre mondiale et ses destructions, mais surtout il s'inscrit dans la rébellion des avant-gardes artistiques internationales des années 60-70, sur fond de croissance économique au Japon et d'émeutes contre le renouvellement du traité de sécurité nippo-américain.

## Historique de la compagnie
La compagnie Sankai Juku (une expression qui pourrait être traduite par « atelier de la montagne et de la mer ») et son directeur artistique, Ushio Amagatsu, appartiennent à la seconde génération de danseurs de butō au Japon. Le butō est une nouvelle forme d'art japonaise qui est apparue dans les années 1960 (dès 1959) , comme une expression des préoccupations humanitaires d'une génération née après la guerre, et fortement marquée par elle. Sous l'impulsion de Tatsumi Hijikata et Kazuo Ohno, les danseurs japonais appartenant à ce courant ont tourné le dos aux formes traditionnelles des danses orientales et occidentales, pour rechercher un mode d'expression mieux adapté aux réalités du Japon moderne et en accord avec les avant-gardes qui fleurissaient dans le monde occidental, surtout.
Les gestes du butō émanent d'une sensibilité qui a été harnachée par des siècles de tradition, mais le corps du danseur de butô ne s'encombre pas du vocabulaire ancien du kabuki ou du nô. Selon Ushio Amagatsu, le butô exprime le langage du corps plutôt qu'un sens théorique du mouvement, et chacun y apporte sa propre histoire physique, son propre mode d'expression. Avant d'adopter le style butō, Ushio Amagatsu a reçu une formation en danse classique et moderne, et la perspective qu'il en a dégagée a contribué à une meilleure compréhension du butō. Loin de masquer ou de dissimuler l'émotion, sa démarche s'appuie au contraire sur l'expression personnelle de la souffrance, et l'exaltation passionnée des joies de la vie et des chagrins de la mort. Le visage blanc figé de la tradition représentait un être humain entravé, mais le visage blanchi du danseur de butô est animé, en lien direct avec l'innocence, l'émerveillement, la peur et la mort.

## Principaux danseurs

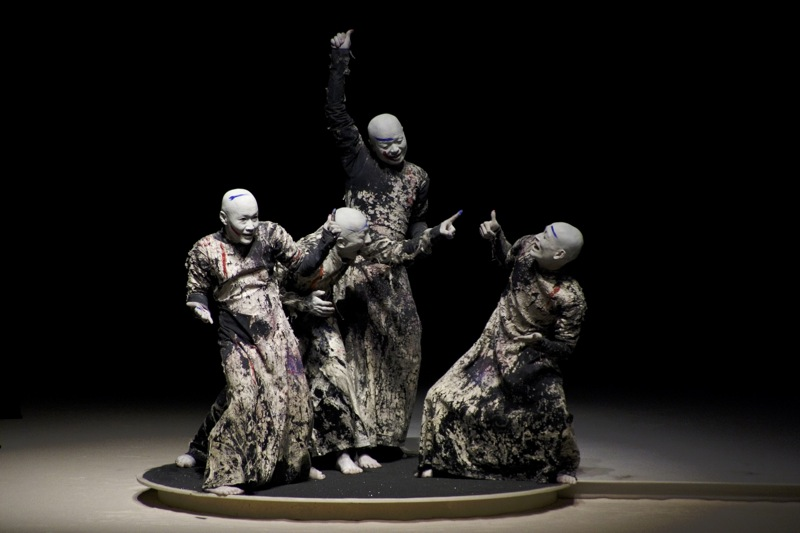
Toki en 2006

La compagnie est née en 1975 de la réunion par Amagatsu d'une trentaine de danseurs et danseuses qui durant plusieurs mois seront formés à la gestuelle du butō que le chorégraphe voulait développer ; de ce premier groupe, seuls trois danseurs constitueront la troupe initiale. Les principaux danseurs de la compagnie sont et ont été :
- Ushio Amagatsu fondateur en 1975.
- Semimaru depuis 1975
- Yoshiyuki Takada de 1975 à 1985
- Atsushi Ogata de 1979 à 1985
- Goro Namerikawa de 1975 à 1986
- Toru Iwashita de 1979 à 1980 et depuis 1985
- Sho Takeuchi depuis 1987
- Akihito Ichihara depuis 1997
- Taiyo Tochiaki depuis 1998
- Shoji Matsuo depuis 2000

## Chorégraphies de la compagnie

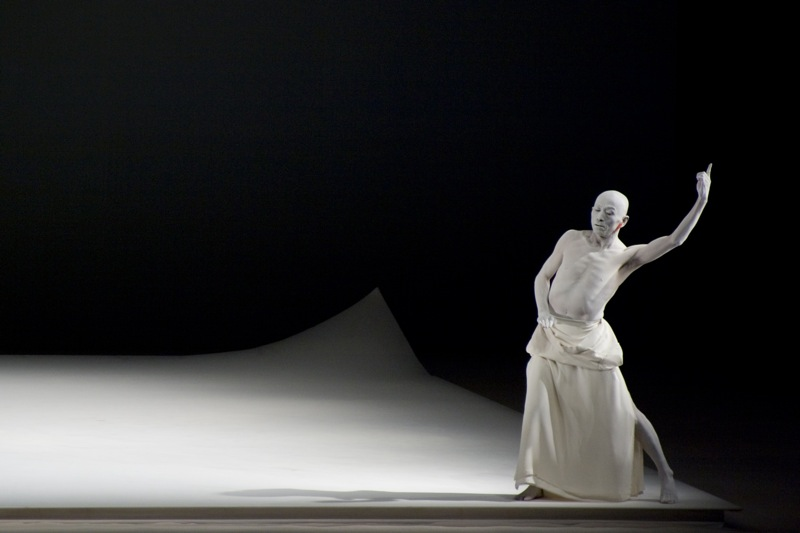
Ushio Amagatsu en 2006

Les traductions des noms des spectacles sont en accord avec Ushio Amagatsu. Les premières mondiales des créations ont toutes eu lieu au théâtre de la Ville à Paris à partir de 1982.
- 1977 : Amagatsu Sho (Hommage aux anciennes poupées)
- 1978 : Sholiba (Le lieu de capture… s'éloigne sans fin) créé à la Tokyo National University of Fine Arts and Music
- 1978 : Kinkan Shonen (Graine de kumquat - le rêve d’un jeune garçon sur les origines de la vie et de la mort) créé au Nihon Shobo Kaikan Hall de Tokyo ; re-créée en 2005 au Théâtre de la Ville de Paris
- 1981 : Bakki (Cérémonie pour deux grands cercles) créé au Festival d'Avignon
- 1982 : Jomon Sho (Hommage à la préhistoire - cérémonie pour arc-en-ciel et deux grands cercles)
- 1984 : Netsu No Katachi (Forme de la chaleur (pour lapin galopant dans le théâtre))
- 1986 : Unetsu (Des œufs debout par curiosité)
- 1988 : Shijima (Les ténèbres se taisent dans l'espace)
- 1988 : Fushi
- 1991 : Omote (La Surface effleurée)
- 1993 : Yuragi (Dans un espace en perpétuel balancement)
- 1995 : Hiyomeki (Dans la douceur de la vibration et du balancement)
- 1998 : Hibiki (Lointaine résonance)
- 2000 : Kagemi (Par-delà les métaphores du miroir)
- 2003 : Utsuri (Jardin virtuel)
- 2005 : Recréation de Kinkan Shonen
- 2005 : Toki (Un moment au temps des armures)
- 2007 : Tobari (Comme si dans un flux inépuisable)
- 2008 : Utsushi
- 2010 : Kara Mi (Pulsation dédoublée)
- 2012 : Umusuna (L'Endroit où nous sommes nés) pour la Biennale de la danse de Lyon
- 2015 : Meguri (Cycle), Kitakyushu Performing Art Center
- 2019 : Arc – Chemin du jour